# Craneosquisis
La craneosquisis se debe a que no se cierra debidamente las fontanelas anterior y posterior, provocando la no formación de la bóveda craneal y por ende el tejido cerebral que ha expuesto al líquido amniótico, dando como resultado la anencefalia.
Su origen está en la falta del cierre del neuroporo craneal (anencefalia), y los defectos relativamente pequeños en el cráneo en donde se produce la herniación del tejido cerebral lo que se conoce como meningocele craneal y la herniación del tejido cerebral y las meninges lo que se conoce como meningoencefalocele.